# Berg en Dalse watertoren
De Berg en Dalse watertoren zijn twee, aan elkaar gerelateerde, arresten van de Nederlandse Hoge Raad. Het ging hierbij om een civiele procedure vanwege hinder door een onrechtmatige daad.

## Aanleiding
Aanleiding voor de rechtsgang was een uit de hand gelopen burenruzie tussen de eigenaren van twee landgoederen, ir. Van Stolk en C.M. Van der Goes, 1805-1892, notaris en burgemeester van Ubbergen, in de omgeving van het Gelderse Berg en Dal. Oorspronkelijk ging de ruzie over het gebruik van een gezamenlijke toegangsweg. Van Stolk besloot hierom het uitzicht van de ander te verpesten door een aantal hoge palen op zijn erf te zetten met daartussen een lap. Na een kort geding dienden deze palen weer verwijderd te worden.
Hierna besloot dezelfde persoon om een Amerikaanse watertoren met grote schoepen te laten plaatsen, zogenaamd om grondwater op te pompen. De watertoren was echter niet op een waterleiding of put aangesloten. Op 8 februari 1934 bepaalde de rechtbank van Arnhem dat de toren verwijderd diende te worden (Rb. Arnhem 08-02-1934, W 12824). Nu werd de toren alsnog aangesloten op de waterleiding om zo Van Stolks moestuin te bewateren. Na weer een rechtszaak bepaalde de rechtbank op 12 juli dat de toren nu wel mocht blijven staan, omdat deze nu een functie had.
De zaak werd voorgelegd aan het gerechtshof. Deze bepaalde dat de toren toch verwijderd diende te worden. Deze was immers alleen neergezet om de buurman te hinderen.

## Berg en Dalse watertoren I
Hierna werd de zaak voorgelegd aan de Hoge Raad die bepaalde dat de toren weer wel mocht blijven staan. Dit arrest werd bekend onder de naam Berg en Dalse watertoren I (HR 13-03-1936, NJ 1936/415).

## Berg en Dalse watertoren II
De zaak werd terugverwezen naar het hof die vervolgens oordeelde dat de toren toch verwijderd diende te worden aangezien het zeer aannemelijk was dat deze slechts was geplaatst om het uitzicht van de klager te verpesten. De Hoge Raad heeft dit oordeel bevestigd in het arrest Berg en Dalse watertoren II (HR 02-04-1937, NJ 1937/639).
Hiermee werd het begrip misbruik van recht, in dit geval eigendomsrecht nader gedefinieerd. 